# راکی جانکشن (آریزونا)
راکی جانکشن (به انگلیسی: Rocky Junction) یک منطقهٔ مسکونی در ایالات متحده آمریکا است که در آریزونا واقع شده است. راکی جانکشن ۱٬۳۱۳ متر بالاتر از سطح دریا قرار دارد.